# Kamosu-jinja

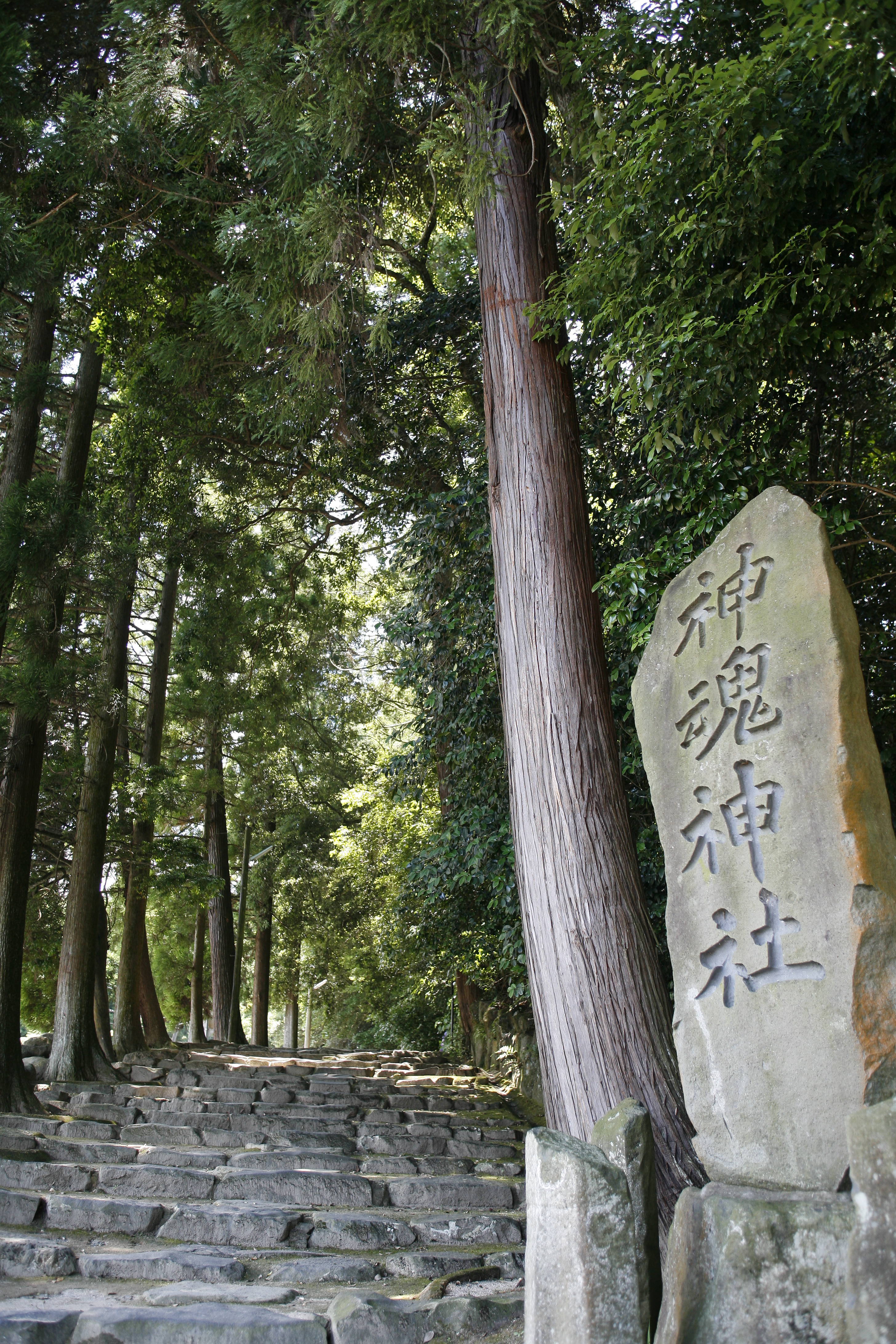
Stèle devant le chemin menant au sanctuaire.

Kamosu-jinja (神魂神社) est un sanctuaire shinto situé dans la municipalité de Matsue, préfecture de Shimane, région de Chūgoku, dans le sud-ouest du Japon.
Classé trésor national, le sanctuaire vénère Izanami, la déesse de la création et de la destruction, l'un des plus importants kamis du panthéon shintoïste japonais.